# Cesare Mauro Trebbi
Cesare Mauro Trebbi, né le 3 juin 1847 à Bologne, et mort le 16 avril 1931, est un peintre et lithographe italien.

## Biographie
Cesare Mauro Trebbi a étudié à l'académie des beaux-arts de Bologne puis avec Alessandro Guardassoni. Il a peint des fresques dans la cathédrale de Bologne.

## Œuvres
- Cathédrale de Bologne : peintures de la cuvette de l'abside avec sainte Anne en gloire[2],[3].
- Église des Saints Simon et Jude à Rubizzano, près de San Pietro in Casale : peintures de Cesare Mauro Trebbi (1847-1931) et Alessandro Guardassoni (1819-1888)[4].
- Église San Pietro in Castello d'Argile : figures dans le bassin de l'abside en collaboration avec le peintre Antonio Mosca (1870-1951) et l'ornemaniste Francesco Fabbri (1876-1962)[5].
- Église Santa Maria di Galliera : décorations dans la nef en collaboration avec l'ornemaniste piémontais Pompeo Fortini (1847-1917)[6].